# ペコリーノ・サルド
ペコリーノ・サルド（イタリア語: Pecorino sardo、以下『本チーズ』）はサルデーニャ島原産のイタリアの羊乳チーズ。硬質チーズの一種であり、フィオーレ・サルド（イタリア語: fiore sardo）の別名でも有名である。特に、サルデーニャン羊の乳から作られる。1991年にデノミナツィオーネ・ディ・オリージネ・コントロッラータ、1996年に原産地名称保護制度（欧州連合（EU）のEU法が規定する、食料品の原産地名認定・保護のための制度）の指定を受けた。イタリア本土ではなくサルデーニャ島で作られているため、ペコリーノ・ロマーノとはかなり異なった食感である。サルドはロマーノが持つ刺激性と塩味をより豊かにした物である。本チーズはロマーノが持つ美味しさを超えて風味があるため、パルミジャーノ・レッジャーノや松の実と一緒に混ぜてペスト・ジェノヴェーゼというイタリア料理でよく使われるソースが作られる。

## 概要
本チーズは、ラムや子羊のレンネットを使用した新鮮なサルデーニャン羊のカードから作る非加熱の硬質チーズである。 カビをチーズの中に注入する事で、独特の風味が生まれる。サルデーニャ州中心部では海水の中にしばらく浸した後、カビを軽く燻し、地下室の冷蔵庫で熟成させる。最終製品は平均重量で3.5kgの塊となるが、製造過程の条件次第で、それより若干軽くなることも、重くなることもある。外皮は濃い黄色からダークブラウンに変色し、中身は白からストローイエローに変わる。味の鋭さは、熟成期間によって異なる。アメリカ合衆国ではより熟成させて、硬質チーズとして扱われる。

## 歴史
本チーズはサルデーニャ島で最も古いチーズの1つ。
紀元前20世紀頃に東地中海から上陸したとされるヌラーゲ人が生活し始めたことが起源とされ、当時のものとされる銅像に牧羊をかたどったと考えられるものが発掘されており、ヌラーゲ人が築いた文明の中で人々が羊の繁殖に専念していたことを示している。
18世紀に本チーズに関する歴史的な記録が発見された。島で作られていたチーズのうち、ロッソ・フィーノとアッフミカートが無殺菌ないし赤く焼いた石で熱処理した乳から作られており、本チーズの原型であると考えられている。

## 世界的な視点
本チーズはロマーノのDOP指定地域でもあるサルデーニャ州を本場としているものの、ロマーノやペコリーノ・トスカーノに比しても、イタリア国外での知名度は低い。それは、本チーズの中にチーズバエの蛆を入れて作られるカース・マルツゥの材料という認識が強いからでもある。
日本では、農林水産省が指定番号第104号として本チーズのサイズの品種の基準を独自に定めている。